# Theodor Lindblom
Johannes Theodor Lindblom, född 23 juli 1858 i Skaftö socken, död 3 februari 1903 i Stockholm, var en svensk författare och journalist.

## Biografi
Lindblom arbetade bland annat för Göteborgs Handels- och Sjöfarts Tidning och Hallandsposten. Mellan 1886 och mars 1897 var han medarbetare vid Dagens Nyheter i Stockholm, med ett avbrott september 1891–1892 när han var redaktör vid Skånska Dagbladet. Från april 1897 var han krönikör vid Aftonbladet.
Lindblom var gift med Anna Hilma Vestalia Wåhlin och från 1896 med konsertsångerskan Gudrun Torpadie (1866–1902).

## Källhänvisningar
1. ↑  Johannes Theodor Lindblom i Bernhard Lundstedt, Svenskt porträttgalleri (1910), volym XVI. Tidningsmän